# Herman József
Herman József (Budapest, 1924. augusztus 18. – Telki, 2005. október 9.) Széchenyi-díjas nyelvész, romanista, az MTA rendes tagja.

## Család
Szülei Herman Ödön (†1944) gépészmérnök, szabadalmi ügyvivő, a nyilasok elhurcolták és megölték, Czigler Irma irodalmi alkalmazott. Testvére Hernádi Sándor gépészmérnök, az Általános Gépipari Minisztérium főmérnöke és Dobó Jánosné Herman Erzsébet orvos. Háromszor nősült. Első felesége (1949–1963) Janine Dessez francia állampolgár. Fiai Herman János (1950) és Herman Iván (1955). Második felesége 1963-tól Erdélyi Ildikó (1938) pszichológus, szociológus, kandidátus. Fia: Herman Péter; leánya: Herman Zsófia. Harmadik felesége 1998-tól haláláig Bakró-Nagy Marianne (1946) nyelvész.

## Tanulmányok
A budapesti református gimnáziumban érettségizett 1942-ben, ugyanebben az évben beiratkozott a Pázmány Péter (később Eötvös Loránd) Tudományegyetem Bölcsészeti Karára, majd tagja lett az Eötvös Collegiumnak. 1949-ben francia–latin szakos középiskolai tanári oklevelet kapott. Közben 1947-től 1949-ig a Sorbonne-on és a párizsi Ecole Normale Supérieure-ön ösztöndijjal tanult, s 1949-ben a párizsi Sorbonne egyetem doktora lett francia nyelvészeti disszertációval. A nyelvészeti tudományok kandidátusa (1959), doktora (1969). Az MTA tagja (levelező: 1982. május 7.; rendes: 1987. máj. 8.).

## Életút
Tanulmányai idején tagja volt annak a magyar küldöttségnek, amelyik részt vett Prágában a Nemzetközi Diákszövetség alapító kongresszusán (1946), majd a DIVSZ munkatársa, párizsi központjában a magyar ifjúság képviselője (1949). Az ELTE Bölcsészettudományi Kar (Romanisztikai Intézet) a francia nyelvtörténet előadó tanára (1949–1951), egyúttal az MTA Nyelvtudományi Intézete tudományos munkatársa, osztályvezetője (1950–1951). Az Idegen Nyelvek Főiskoláján a Francia Tanszék tanszékvezető főiskolai adjunktusa (1951–1952), tanszékvezető főiskolai tanára (1952–1955); közben a Főiskola igazgatója (1953–1955). Az ELTE Nyelv- és Irodalomtudományi Kar Romanisztikai Tanszékének egyetemi docense és a Kar dékánhelyettese (1955–1957). A KLTE BTK Román Nyelvek és Irodalmak Tanszékének tanszékvezető egyetemi docense (1957–1962), egyetemi tanára (1962. július 28.–1975. június 30.); közben a Kar dékánhelyettese (1959–1963), dékánja (1963–1967), majd az ELTE BTK egyetemi tanára (1975. július 1.–1994. augusztus 31.), emeritusz professzora (1994-től). Az MTA Nyelvtudományi Intézete igazgatója is (1982–1992). A Párizsi Egyetem (1963–1964 és 1981–1982), a Bécsi Egyetem (1988), a Göttingeni Egyetem (1989), az USA Berkeley Egyetem (1993) vendégprofesszora, a Velencei Egyetem (Università Ca' Foscari Venezia) “per chiara fama” meghívott egyetemi tanára (1992–1999), emeritusz professzora (2002-től). Az UNESCO párizsi felsőoktatási részlegének igazgatója (1970–1975).
Romanisztikával, elsősorban francia és újlatin összehasonlító nyelvészettel, a vulgáris és provinciális latinság vizsgálatával, francia nyelvtörténettel foglalkozott. Megalapítója a mindmáig működő nemzetközi vulgáris és kései latinsággal foglalkozó (Latin vulgaire – latin tardif) konferenciasorozatnak és haláláig a nemzetközi szervezőbizottság valamint a Société internationale pour l'étude du latin vulgaire et tardif tagja. Kezdeményezője a Late Latin Data Base (LLDB) vulgáris latin feliratos nyelvtörténeti digitális adatbázisnak, ami végül Császárkori latin feliratok számítógépes nyelvtörténeti adatbázisa néven valósult meg. Nemzetközileg is alapvetően új eredményeket ért el az újlatin nyelvek legrégibb korszaka és az újlatin nyelvű írásbeliséget megelőző átmeneti korszak kutatása terén. Általános nyelvészeti, jelentéselméleti, szocio- és neurolingvisztikai, ill. nyelvtörténet-elméleti munkássága is értékes. Magyarországon előmozdítója volt több fontos nyelvészeti irányzat (pl.: nyelvi változások elmélete, afáziakutatás stb.) bevezetésének.

## Emlékezete
Telkiben hunyt el, a Farkasréti temetőben temették el, majd Köveskálon találta meg végső nyughelyét. Temetése 2005. október 24-én volt. Az MTA nevében Ritoók Zsigmond, a tanítványok nevében Adamik Béla búcsúztatta. Emlékére az MTA Nyelvtudományi Intézete (ma HUN-REN Nyelvtudományi Kutatóközpont) Herman József Fiatal Kutatói Díjat alapított (2010-ben; évente két, 35 évnél fiatalabb nyelvész kapja, először 2011-ben adták át). Emlékére a nemzetközi vulgáris és kései latinsággal foglalkozó (Latin vulgaire – latin tardif) konferenciasorozat nemzetközi szervezőbizottsága, a Société internationale pour l'étude du latin vulgaire et tardif és Bakró-Nagy Marianne támogatásával megalapította a Herman József-díjat, amit először 2018-ban adtak ki a budapesti 13. LVLT-konferencia alkalmából a legjobb fiatal előadónak (első magyar díjazott Paulus Nóra, aki a 2022-es müncheni 15. LVLT konferencián érdemelte ki a díjat).

## Tudományos tisztségei
Az MTA Nyelvtudományi Bizottsága elnöke. A Magyar Nyelvtudományi Társaság szakosztályelnöke. A Société de Linguistique Romane tisztikarának állandó tagja. A Helsinki Értekezlet kulturális fórumának végrehajtó titkára (1984–1985).

## Díjai
- Akadémiai Díj (1964)
- a Francia Akadémia Pálmarendje (1980)
- Széchenyi-díj (2004).

## Szerkesztés
Az Acta Linguistica felelős szerkesztője (1977–1987).

## Főbb művei
- L’ordre des mots dans les textes français en prose du IXe à la fin du XIIe’s. Egy. doktori értek. (Paris, 1949)
- Nyelvészet és valóság. (Nyelvtudományi Közlemények, 1949; a cikkel kapcsolatos ún. önkritika: Nyelvész és valóság c. cikkemről. Magyar Nyelv, 1951)
- Ó- és közép-francia nyelv. Egy. jegyz. (Bp., 1950)
- Les changements analogiques. Essai sur le problème du développement de la structure grammaticale. (Acta Linguistica, 1951)
- Francia fonetika. Főisk. jegyz. (Bp., 1952)
- Francia nyelvtan. Főisk. jegyz. (Bp., 1953)
- Recherches sur l’ordre des mots dans les plus anciens textes français en prose. Részben a Párizsban megvédett egy. doktori értekezése. (Acta Linguistica, 1954)
- A nyelvtani kategóriák és a gondolkodás viszonyának kérdéséhez. (Emlékkönyv Pais Dezső hetvenedik születésnapjára. Szerk. Bárczi Géza, Benkő Loránd. Bp., 1956)
- A que – francia, spanyol que, olasz che stb. – kötőszó etimológiája. (Filológiai Közlöny, 1957)
- Cur, quare, quamodo. Remarques sur l’évolution des particules d’interrogation en latin vulgaire. (Acta Antiqua, 1957)
- Francia leíró nyelvtan. 1–2. Egy. jegyz. (Bp., 1958)
- Az accusativus cum infinitivo-t helyettesítő tárgyi mellékmondatok kialakulása. (Acta Universitatis Debreceniensis, 1959)
- Az újlatin nyelvek alárendelő kötőszó-rendszerének kialakulása. Kand. értek. (Bp., 1959; átd. francia kiad.: La formation du système roman des conjonctions de subordination. Berlin, 1963)
- A francia nyelv története. Egy. jegyz. (Bp., 1960; 1–2. Tankönyv. Bp., 1962–1967; 5. kiad. 1964)
- Az idegennyelv- és irodalomszakos tanárképzés reformja. (Felsőoktatási Szemle, 1961)
- Précis de phonétique française. Egy. tankönyv. (Bp., 1961; 3. kiad. 1966)
- Sur la préhistoire du système roman des adverbes de temps. (Beiträge zur romanischen Philologie, 1963)
- Az alak és a jelentés kapcsolatának kérdéséhez. (Általános nyelvészeti tanulmányok. I. Bp., 1963)
- Aspects de la différenciation territoriale du latin sous l’Empire. (Bulletin de la Société de Linguistique. Paris, 1965)
- A francia nyelv története. A latin nyelvtől az újlatin nyelvekig. Monográfia. (Bp., 1966)
- A nyelvi változás belső és külső tényezőinek kérdéséhez. (Általános nyelvészeti tanulmányok. V. Bp., 1967)
- Linguistique française et linguistique romane en Hongrie. (Nouvelles études hongroises, 1967)
- Le latin vulgaire. Monográfia. (Paris, 1967; 2. kiad. Paris, 1970; 3. kiad. 1975; japánul: Tokyo, 1971; 2. átdolgozott és bővített kiadás spanyolul: Barcelona 1997; angolul: Pennsylvania, 2000; magyarul Budapest 2003)
- Précis d’histoire de la langue française. Monográfia, egy. tankönyv és doktori értek. is. (Manuel universitaire. Bp., 1967, 2. kiad. 1993)
- Latinitas Pannonica. Kísérlet a pannoniai feliratok latinságának jellemzésére. (Filológiai Közlöny, 1968)
- Beszámoló a magyarországi alkalmazott nyelvtudomány helyzetéről. (Nyelvtudományi Közlemények, 1969)
- Afáziakutatás és nyelvelmélet. (Általános nyelvészeti tanulmányok. VII. Bp., 1970)
- Essai sur la latinité du litteral adriatique à l’époque de l’Empire. (Sprache und Geschichte. Festschrift Harri Meier. München, 1971)
- A nyelvészeti strukturalizmus kérdéséhez. Újítás és hagyomány a nyelvtudományban. Szépe Györggyel. (Magyar Tudomány, 1973)
- A továbbfejlődés a nyelvészetben. Az előző cikk nyomán kibontakozott vita lezárása. (Magyar Tudomány, 1974)
- A francia – e, oe, o – archifonémák és a klasszikus fonológia néhány elméleti kérdése. (Nyelvtudományi Közlemények, 1976)
- A saussure-i gondolatrendszer és napjaink nyelvtudománya. (Magyar Nyelv, 1978)
- A Romania születése. Jegyzetek az újlatin nyelvrokonság felfedezésének történetéhez. (Általános nyelvészeti tanulmányok. XII. Bp., 1978)
- Nyelvszerkezet és idő. (Nyelvtudományi Közlemények. XII. Bp., 1978)
- Szociolingvisztika és nyelvtörténet. (Magyar Nyelv, 1982)
- La transformation du système latin des quantites vocaliques. (Bulletin de la Société de Linguistique de Paris, 1982)
- Új eredmények, új kérdések a román nyelvek kialakulása folyamatának vizsgálatában. Akadémiai székfoglaló. (Elhangzott: 1982. dec. 13.; megjelent: Értekezések, emlékezések. Bp., 1985)
- Nyelvtörténet és történelem. (Magyar Tudomány, 1983)
- Folytonosság és újítás a nyelvtudományban. (Nyelvtudományi Közlemények, 1983)
- The History of Language and the History of Society. On Some Theoretical Issues and Their Implications in Historical Linguistics. (Acta Linguistica, 1983)
- A latin nyelv fejlődése a Római Birodalom provinciáiban. Problémák és távlatok. (Általános nyelvészeti tanulmányok. XV. Bp., 1984)
- Phonétique et phonologie du français contemporain. Monográfia. (Bp., 1984, 2. kiad. 1993)
- La différenciation territoriale du latin et la formation des langues romanes. (Linguistique comparée et typologie des langes romanes. Aix-en-Provence, 1985)
- Új eredmények, új kérdések a román nyelvek kialakulási folyamatának vizsgálatában. (Bp., 1985)
- A latin nyelv a Római Birodalom dunai provinciáiban. (Filológiai Közlöny, 1986)
- Gondolatok a közösségi kétnyelvűségről. (Magyar Nyelv, 1987)
- Nyelvi változás – nyelvi tervezés Magyarországon. Imre Samuval. (Magyar Tudomány, 1987)
- Tudatos és nem tudatos tényezők a nyelvi változásban. Akadémiai székfoglaló. (Elhangzott: 1988. ápr. 18.)
- La situation linguistique en Italie au VIe siècle. (Revue de Linguistique Romaine, 1988)
- Aurélien Sauvageot. (Magyar Tudomány, 1989)
- Du latin aux langues romanes. Études de linguistique historique. Tanulmánykötet. Szerk. Kiss Sándor (Tübingen, 1990)
- Az elméleti nyitás korszaka a magyar nyelvtudományban. (Magyar Nyelv, 1991 és Tanulmányok a magyar nyelvtudomány történetének témaköréből. A Magyar Nyelvészek V. Nemzeti Kongresszusának előadásai. Szerk. Kiss Jenő, *Szűts László. Bp., 1991)
- Spoken and Written Latin in the Last Centuries of the Roman Empire. (Latin and the Romance Languages. London–New York, 1991)
- Linguistic Studies on Latin. Selected Papers from the 6th International Colloquium on Latin Linguistics. Budapest, 23–27. March, 1991. Szerk. (Amsterdam, 1994)
- Professzorom, Eckhardt Sándor. (Filológiai Közlöny, 1992)
- L’état actuel des recherches sur le latin vulgaire et tardif. (Studia Romanica, 1995)
- The End of the History of Latin. (Romance Philology. Berkeley, 1996)
- Saussure, Ferdinand de: Bevezetés az általános nyelvészetbe. Ford. B. Lőrinczy Éva, szerk. Balogh Péter. Sajtó alá rend., az utószót írta H. J. (Egyetemi Könyvtár. A nyelvtudomány klasszikusai. Bp., 1997)
- La chronologie de la transition: un essai (La transizione dal latino alle lingue romanze. Niemeyer, 1998)
- La transizione dal latino alle lingue romanze. Atti della Tavola Rotonda di Linguistica Storica, Venezia, 14-15 giugno 1996. Szerk. (Tübingen, 1998)
- La preistoria dell’italiano. Atti della Tavola Rotonda di Linguistica Storica. Università Cà’Foscari di Venezia, 11–13 giugno 1998. Szerk., társszerkesztő: Anna Marinetti (Tübingen, 2000)
- Nyelvi tudat, nyelvi változás, nyelvi politika. (Magyar Tudomány, 2000)
- A történeti nyelvészettől a nyelvi változások elmélete felé: problémavázlatok. (Újabb tanulmányok a strukturális magyar nyelvtan és nyelvtörténet köréből. Bp., 2001)
- Vulgáris latin. Az újlatin nyelvek kialakulásának útja. (Segédkönyvek a nyelvészet tanulmányozásához. Bp., 2003), Tinta Könyvkiadó.
- Du latin aux langues romanes II. Nouvelles études de linguistique historique. Tanulmánykötet. Szerk. Kiss Sándor (Tübingen, 2006)